# C'est... la vie parisienne
Pour plus de détails, voir Fiche technique et Distribution.
C'est… la vie parisienne est un film français réalisé par Alfred Rode et sorti en 1954.

## Synopsis
Dans les années 1900, le père du jeune vicomte Paul de Barfleur empêche son fils d’épouser la chanteuse Cricri Delagrange, vedette du cabaret « C'est la Vie Parisienne ». On fait un saut dans le temps. Au début des années 1950, le musicien de jazz Alain de Villebois, petit-fils de Paul, tombe amoureux de la riche Christine Weston, elle-même petite-fille de Cricri. Comme leurs grands-parents, ils vont se heurter à leurs familles, hostiles à leurs amours.

## Fiche technique
- Titre d'origine : C'est… la vie parisienne
- Réalisateur : Alfred Rode, assisté de Jean Bastia
- Scénario : Jacques Companeez
- Adaptation : Georges Tabet, Louis Martin
- Dialogues : Yves Mirande
- Décors : Robert Bouladoux
- Costumes : Madeleine Charlot, Barbara Karinska
- Musique : Roger Roger
- Photographie : André Thomas
- Cadreur : Marcel Villet
- Son : Robert Teisseire
- Scripte : Rosy Jégou
- Monteuse : Isabelle Elman
- Pays d'origine :  France
- Langue de tournage : français
- Producteur : Alfred Rode
- Directeur de production : Maurice Saurel
- Société de production : Films Alfred Rode (France)
- Format : Couleur par Gevacolor — Son monophonique — 35 mm
- Genre : Comédie dramatique
- Durée : 101 minutes
- Date de sortie : 28 mai 1954 en France

## Distribution
- Philippe Lemaire : Paul de Barfleur / Alain de Villebois
- Claudine Dupuis : Cricri Delagrange / Christine Weston
- Raymond Bussières : Anatole
- Maryse Martin : Madame Michu
- Jean Tissier : Monsieur Weston
- Colette Régis : la comtesse
- Françoise Delbart : l'amie
- Saturnin Fabre : le comte Gontran de Barfleur
- Noël Roquevert : Noël Le Garrec
- Alfred Rode : Drago
- Jim Gérald : l'Américain
- Arlette Poirier : Émilienne de Montluçon
- Amédée : Daniel

## À noter
- Le personnage d'Émilienne de Montluçon fait référence à Émilienne d'Alençon, (1869-1946), Danseuse et courtisane, qui fut notamment la maîtresse du roi Léopold II de Belgique